# Temporada da WTA de 1999
O WTA Tour de 1999 foi a turnê de elite do tênis feminino profissional organizado pela Women's Tennis Association (WTA) para a temporada de 1999.
O WTA Tour de 1999 incluiu os quatro torneios Grand Slam, o WTA Championships e os eventos WTA Tier I, Tier II, Tier III e Tier IV. Os torneios da ITF não faziam parte do WTA Tour, embora atribuíssem pontos para o WTA World Ranking.

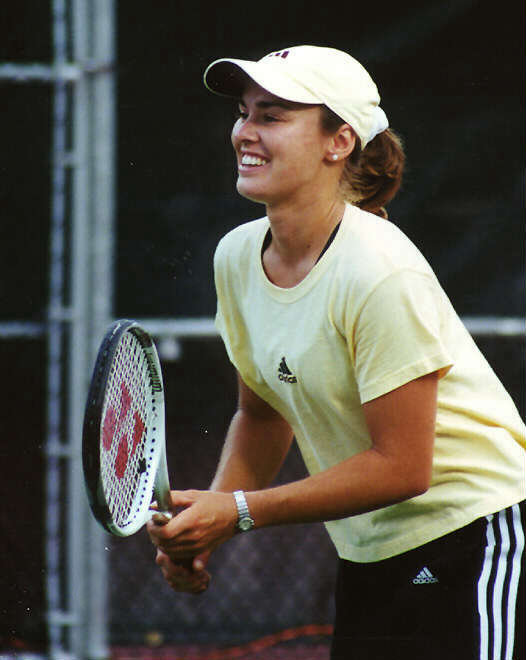
Martina Hingis ganhou 7 títulos em 13 finais na temporada.

## Ranking de final de ano
Lista das 20 primeiras do ranking de final de ano da WTA de 1999 em competições de simples e duplas: